# Johanna Quandt
Johanna Maria Quandt, née Bruhn le 21 juin 1926 et morte le 3 août 2015, est une femme d'affaires allemande.
Selon le classement Forbes, à sa mort en 2015, elle était la 8e personne et la deuxième femme la plus riche d'Allemagne, la 77e personne et la 11e femme la plus riche du monde.

## Biographie

### Jeunesse et formation
Johanna Quandt est la fille de l'historien de l'art Wolfgang Bruhn (de) et de Marianne Rubner-Bruhn. Son grand-père maternel est le physiologiste et diététicien Max Rubner, successeur en 1891 de Robert Koch à la chaire de diététique de l'université Frédéric-Guillaume de Berlin et directeur de l’Institut d'hygiène et d'environnement de la clinique universitaire de Berlin (de).
Au cours de la Seconde Guerre mondiale, elle effectua une formation d'assistante médicale et travailla quelque temps comme aide-soignante à l'hôpital militaire de Berlin.

### Carrière
À la fin de l'année 1945, elle trouve un emploi de jeune fille au pair aux États-Unis.
Vers le milieu des années 1950, elle travaille pour le bureau d'études d'Herbert Quandt, frère aîné d'Harald Quandt, et beau-fils de Magda Goebbels, devient sa secrétaire particulière et exerce sur cet industriel, deux fois divorcé, une influence grandissante, jusqu'à l'épouser en 1960. Ils ont deux enfants : Susanne (née en 1962) et Stefan (né en 1966).
En 1978, une tentative d'enlèvement de Johanna Quandt et de sa fille Susanne échoue grâce à l'intervention de la police.

### Veuvage
À la mort de son mari en 1982, Johanna Quandt et ses enfants héritent d’une fortune importante ; à eux trois ils possèdent presque la moitié des actions de BMW. Tout en menant une vie discrète, Johanna Quandt devient alors une femme d’affaires, actionnaire importante de BMW, où elle succède à son mari au conseil de surveillance, dont elle assure longtemps la vice-présidence. Elle y développe de nouvelles activités et investissements.
À sa retraite en 1997, elle cède ses fonctions à ses deux enfants,.
En novembre 2007, la chaîne Norddeutsche Rundfunk présente le documentaire Das Schweigen des Quandts (« Le Silence de Quandt ») sur l'implication de son beau-père Günther Quandt dans l'utilisation de quelque 50 000 travailleurs forcés par BMW sous le régime nazi, dans des conditions inhumaines. Cette affaire avait déjà été évoquée dans plusieurs études et dans une biographie de la famille Quandt, rédigée par le journaliste Rüdiger Jungbluth (de), mais ces ouvrages n'avaient pas suscité autant de réactions. Plusieurs membres de la famille Quandt décident alors de financer un projet de recherche historique sur le rôle de la famille durant cette période. Le résultat de ces recherches est publié en 2011.
En 2013, Johanna Quandt, après la réélection de Angela Merkel, fait un don de 690 000 euros à la CDU, faisant soupçonner des pressions sur le vote des normes européennes de rejet de CO2,.

### Mort
Johanna Quandt décède en 2015, à l'âge de 89 ans à Bad Hombourg près de Francfort-sur-le-Main,. Elle possède alors 16,7% des actions de BMW et est la deuxième femme la plus riche d'Allemagne, après sa fille Susanne, et la 77e personne la plus riche du monde selon Forbes.

## Philanthropie
Johanna Quandt soutient les associations qui luttent contre le cancer touchant les enfants et crée une fondation qui propose des formations aux futurs journalistes d'entreprise et décerne des prix.